# Kloster St. Urban
Das Kloster St. Urban ist eine ehemalige Zisterzienserabtei auf dem Gebiet der Gemeinde Pfaffnau im Kanton Luzern, Schweiz.

## Geschichte
Auf Veranlassung der Freiherren von Langenstein aus dem Oberaargau gründeten 1194 Mönche der Abtei Lützel aus dem Elsass das Kloster im Tal der Rot. Die Klostergemeinschaft gehörte damit der Filiation der Primarabtei Morimond an.
Im späten 13. Jahrhundert produzierte das Kloster in grosser Menge Backsteine, aus denen die zweite Klosteranlage bestand. Die Backsteine wurden in zwei Versionen hergestellt: die einfachen, rechteckigen Backsteine, die für Wände verwendet wurden, und die verzierten Formstücke. Diese verzierten Werkstücke wurden für Türrahmen, als Türpfosten, Torbogen, Fensterumrahmungen, Stürze und Gesimse verwendet. Auch Bodenfliesen wurden hergestellt. Durch den Formenreichtum dieser Ziersteine und der keramischen Technik der aufgepressten Ornamente wurden diese Steine zu „Zeugen eines beachtenswerten schweizerischen Kunsthandwerks des 13. Jahrhunderts“. Seit 1991 hat Richard Bucher im ehemaligen Kloster wieder eine Werkstatt für Handziegel-Herstellung eingerichtet.
Der heutige Klosterbau wurde in der ersten Hälfte des 18. Jahrhunderts vom Vorarlberger Baumeister Franz Beer errichtet und ist eines der eindrücklichsten Beispiele barocker Baukunst in der Schweiz. Eine Sehenswürdigkeit in der 1711 bis 1715 erbauten Klosterkirche ist das Chorgestühl aus den Jahren 1700 bis 1707. Bedeutend ist auch die von Joseph und Viktor Ferdinand Bossard erbaute Orgel aus dem Jahre 1721. Der St. Urbanhof in Zofingen bzw. sein Pendant in Sursee, dienten als Verwaltungsgebäude für die Lehen des Klosters.
Am 13. April 1848 verfügte der Kanton Luzern nach dem Tod des Abts Friedrich Pfluger zur Tilgung der Kriegsschulden an die siegreichen Kantone des Sonderbundskriegs die Aufhebung des Klosters und den Verkauf der Klostergüter. Kunstschätze sowie die Klosterbibliothek mit der Gatterer-Sammlung wurden in Staatsbesitz überführt. Darunter fiel auch das künstlerisch wertvolle Chorgestühl, das erst im 20. Jahrhundert wieder zurückgekauft und 1911 erneut aufgestellt werden konnte. Die ebenfalls zunächst verramschten Klosterräumlichkeiten wurden zurückgekauft und hier 1873 eine kantonale „Irrenanstalt“ eingerichtet. Noch heute besteht hier eine kantonale Psychiatrische Klinik (Luzerner Psychiatrie).

## Architektur der ehemaligen Klosterkirche

### Fassade
Die ehemalige Klosterkirche St. Urban besitzt eine Doppelturmfassade. In der Breite erstreckt sie sich über sieben Achsen. Eine toskanische Pilasterordnung gliedert das Hauptgeschoss. Als weitere Gliederungselemente dienen rundbogige Fenster und Nischen im Wechsel. Drei Portale führen in die Vorhalle. Ein kräftiges Hauptgesims leitet zum Giebel über. Die Giebelschrägen werden von Voluten gebildet. Ein mit einem Kreuz bekrönter Segmentgiebel schliesst die Fassade ab. Auf den Aussenbahnen erheben sich die zwei Turmgeschosse, dessen oberes als ungleichseitiges Achteck ausgebildet ist. Steile Hauben dienen als Turmabschluss.

### Innenraum
St. Urban ist eine Wandpfeilerkirche mit zwei Querarmen, eingezogenem Chor und quadratischem Altarhaus. Der Grundriss ist ungewöhnlich. Auf der Längsachse folgen einander: Vorhalle, dreijochiger Gemeindesaal, dreijochiger Chor, querrechteckiges Altarhaus. Ungewöhnlich ist, dass das östliche Joch von Langhaus und Chor jeweils querhausartig erweitert ist. Im Langhaus erweitern "zwei Paare gerundeter Breitkapellen" die Joche. Wichtigstes Gliederungselement des ganz in Weiss gehaltenen Innenraums sind die Wandpfeiler, die T-förmigen Grundriss haben und an ihren Stirnen mit doppelten Pilastern besetzt sind. Die Emporen sind zurückgesetzt; sie setzen erst an der hinteren Pfeilerkante an. Die Oberkante der Emporenbrüstungen liegt auf Höhe der Unterkante der Kapitelle. Die Pfeiler tragen längsrechteckige Gebälkstücke. Durchgänge zwischen Abseiten und Emporen durchbrechen die Wandpfeiler. Kapellen und Emporen haben in etwa gleiche Höhe. Gewölbt werden Kapellen und Emporen von Quertonnen. Das Langhaus deckt eine Stichkappentonne, dessen Gurte in der Breite mit den Doppelpilastern korrespondieren. Im Blick in die Tiefe erweist sich der Hochaltar als Ziel des Raumes. Zwei Triumphbögen, am Eingang des Chors und am Eingang des Altarhauses, wirken als doppelte Würdeformel. Der zurückhaltende Stuckdekor wirkt vereinheitlichend.
Das Raumbild von St. Urban wirkt hell und klar. Die Proportionen sind ausgewogen. Der Vorarlberger Münsterschema wird hier durch Kapellenkonchen im Langhaus sowie durch ein östlich des Chores gelegenes, zweites Querhaus variiert.

## Ausstattung

### Hochaltar und Kanzel
Der frühbarocke Hochaltar entstand in den 1660er Jahren für die Vorgängerkirche. Die Rahmenarchitektur des Altars ist in den Tönen Gold und Weiss gehalten. Die Mittelachse wird vom Tabernakel und dem Altarblatt von Christoph Storer eingenommen. Das Blatt zeigt eine Marienvision des Heiligen Bernhard von Clairvaux mit dem Heiligen Ludwig von Frankreich. Im Sockelbereich befinden sich beidseits des Tabernakels Nischen mit den Statuen der vier Evangelisten Johannes, Matthäus, Markus und Lukas (von links nach rechts). Laubvoluten leiten von der Sockelzone zum Hauptteil über, wo Statuen eines heiligen Papstes sowie eines heiligen Bischofs zwischen gewundenen Säulen das Altarblatt flankieren. Über einem gesprengten Giebel erhebt sich eine Strahlenglorie. Auf Giebelschrägen sitzen Engel.
Die wie der Hochaltar in Weiss und Gold gehaltene Kanzel ist ein Rokoko-Werk, das schon Züge des nahenden Frühklassizismus zeigt. Die Kanzel wurde vom Abt Augustin Müller gestiftet.

### Chorgestühl
In der Klosterkirche befindet sich das wohl um 1700–1707 unter der Leitung des Bildhauers Johann Peter Frölicher (1661–1723) von Solothurn durch einheimische Künstler geschaffene Chorgestühl. „Der Formenreichtum, die künstlerische Qualität der Bildhauerarbeit und das reiche ikonographische Programm erheben das Gestühl von St. Urban zu einem der grossartigsten und bedeutendsten Chorgestühle des Barock“. Nach der Klosteraufhebung im Jahr 1853 wurde das Chorgestühl an einen St. Galler Bankier, dann an einen Irländer und danach nach Schottland verkauft. Nach jahrelangen Verhandlungen gelang der Gottfried-Keller-Stiftung 1911 der Rückkauf des Gestühls unter der Bedingung des Verkäufers, dass es wieder an seinem ursprünglichen Ort aufgestellt werde.
Die Rückwand des Gestühls ist mit Säulen gegliedert. Sie stellen den künstlerisch wertvollsten Teil dar und sind das Werk des Hauptmeisters Johann Peter Frölicher. Zwischen den Säulen befinden sich in drei Zonen übereinander angeordnet Relieftafeln in unterschiedlicher Grösse. Die unterste Reliefzone schildert Themen aus dem Alten Testament, die mittlere Szenen aus dem Neuen Testament und die oberste besonders Gleichnisse und Begebenheiten aus der Lehrtätigkeit von Christus.

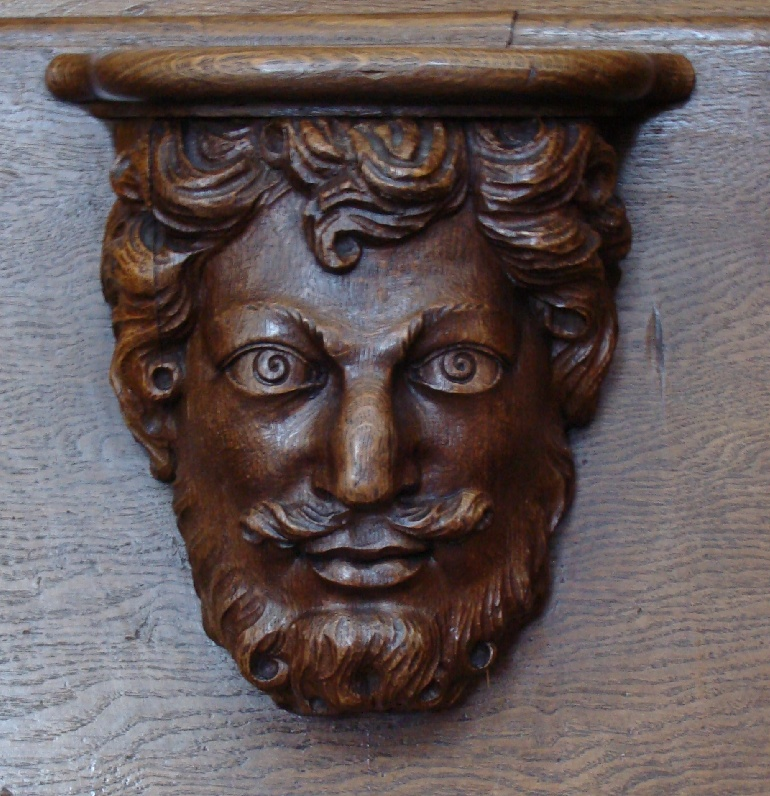
Detail eines Klappsitzes mit „Miserikordie“ zum Abstützen beim Stehen (Chorgestühl St. Urban)
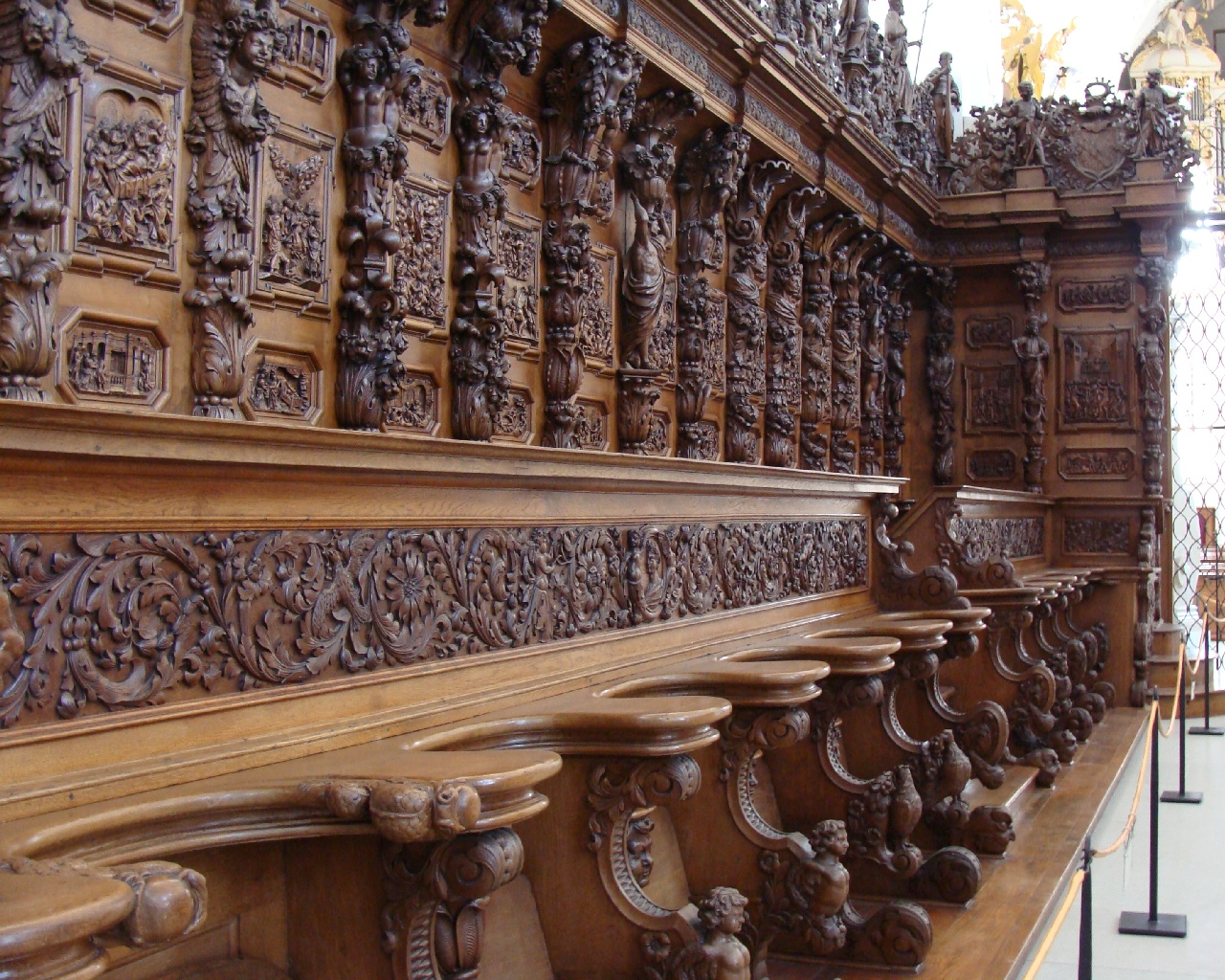
Linker Flügel des Chorgestühls von St. Urban
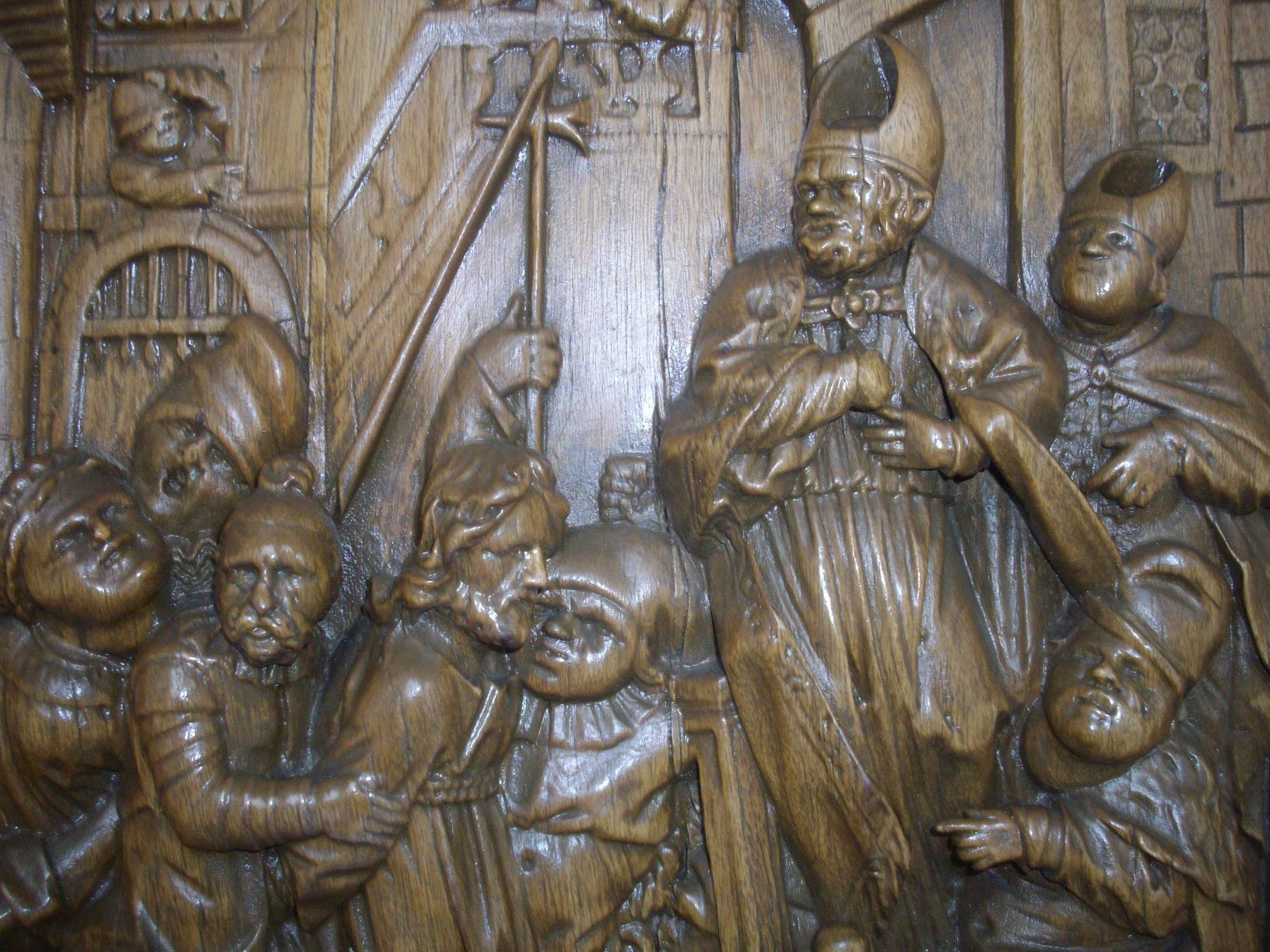
Hochrelief aus der mittleren Relief-Reihe der Dorsale (Chorgestühl St. Urban)
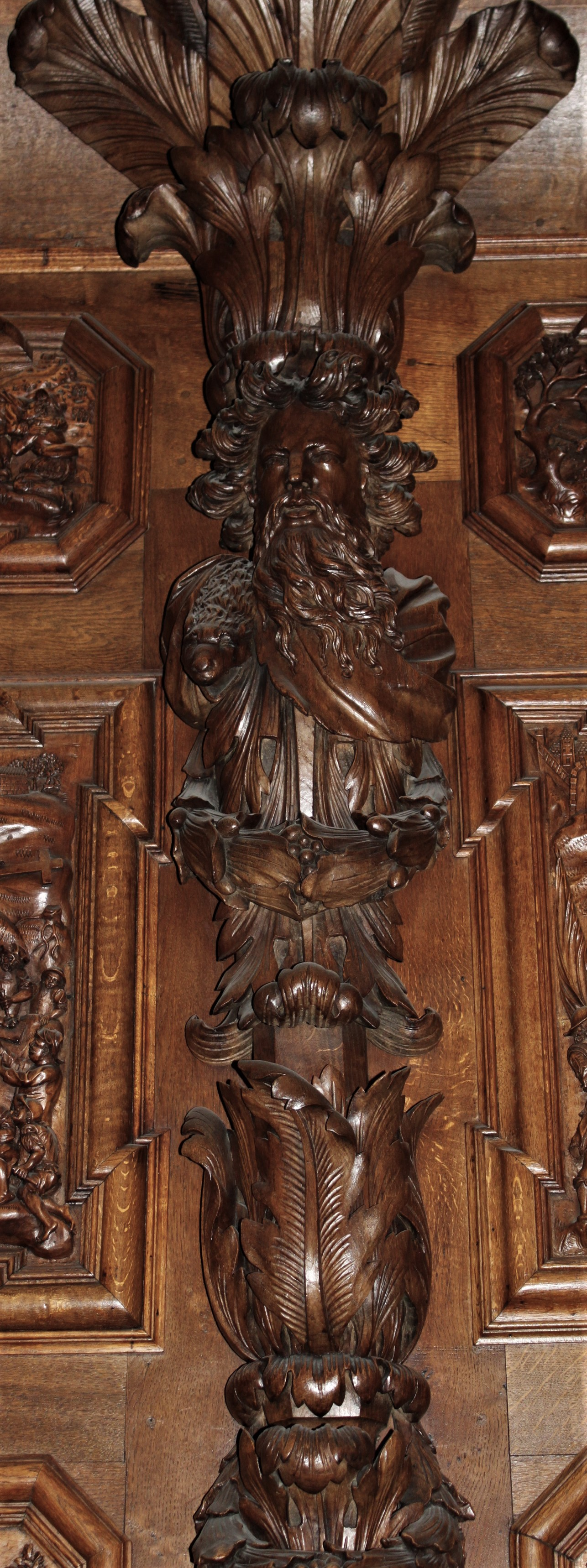
Figurative Säulen (Chorgestühl St. Urban)
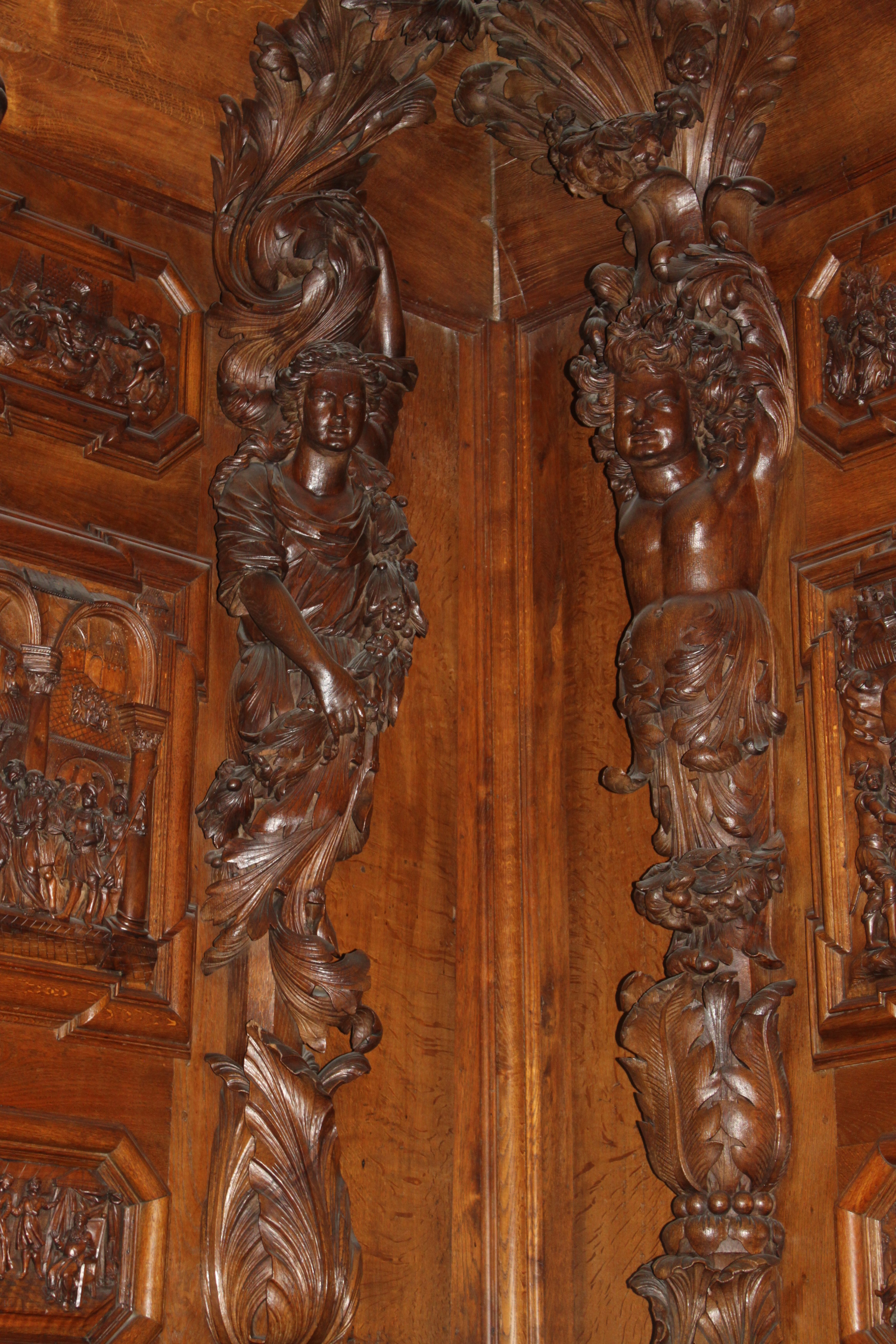
Säulen in der Ecke (Chorgestühl St. Urban)
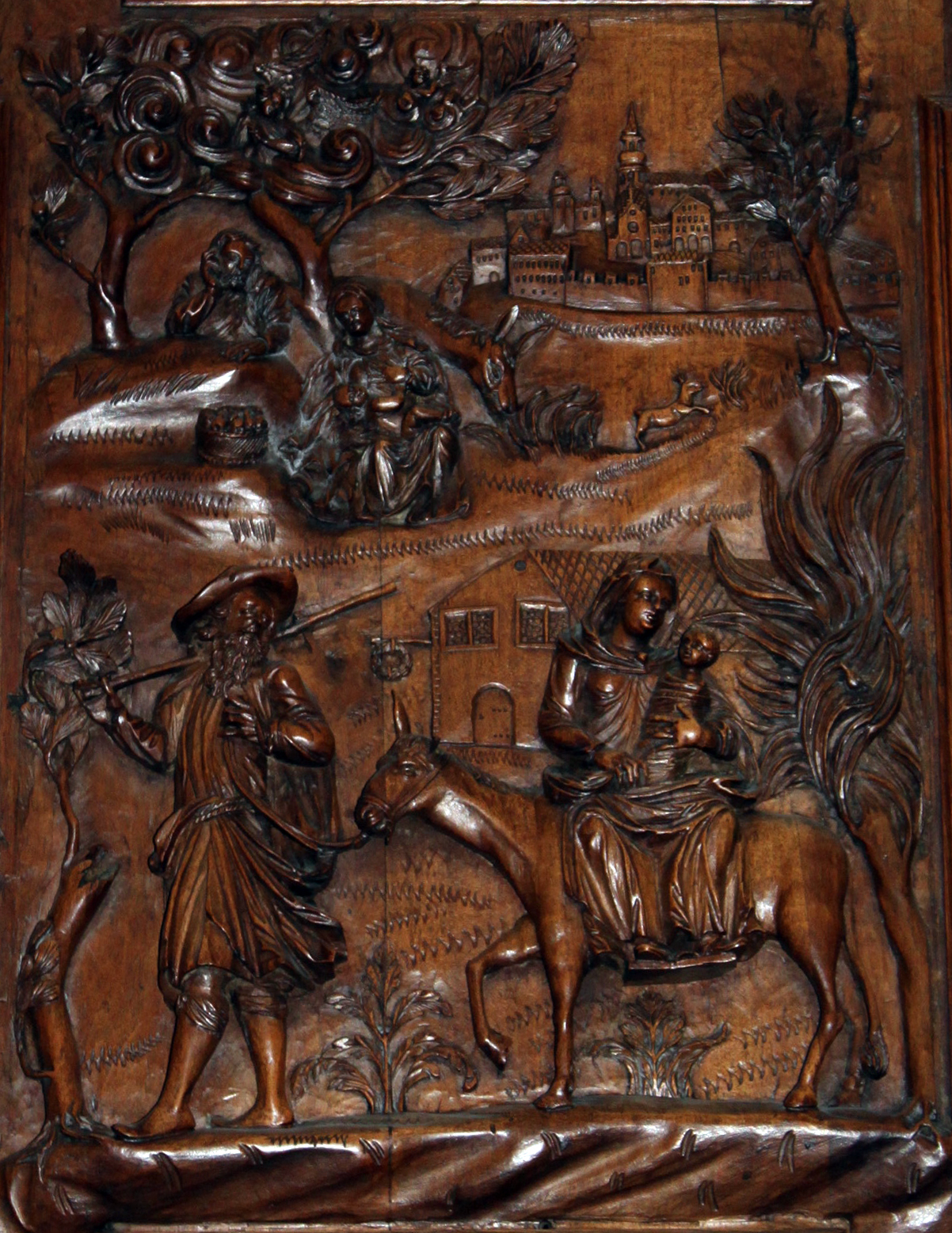
Hochreflief „Flucht nach Ägypten“ (Chorgestühl St. Urban)

## Klosterleben und Musikkultur im 18. Jahrhundert

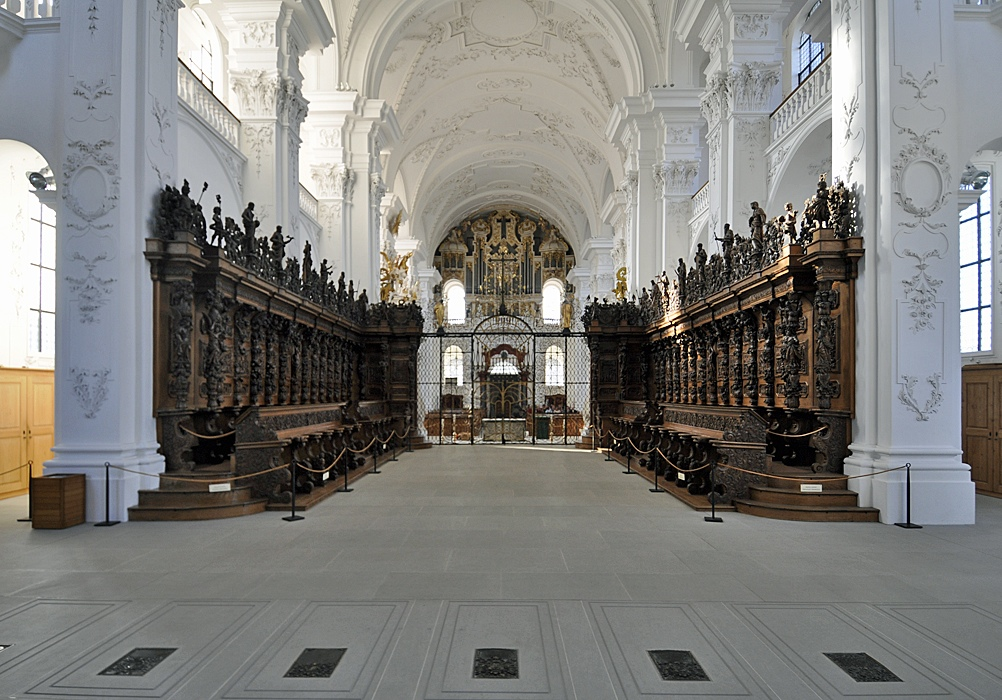
Inneres der Klosterkirche

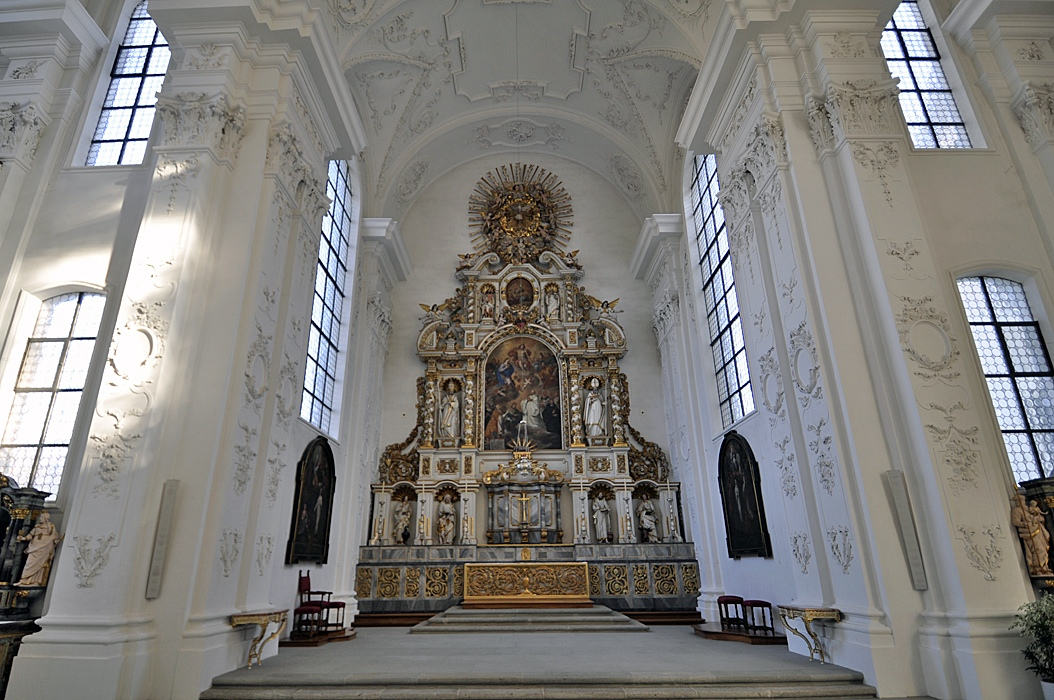
Hochaltar der Klosterkirche

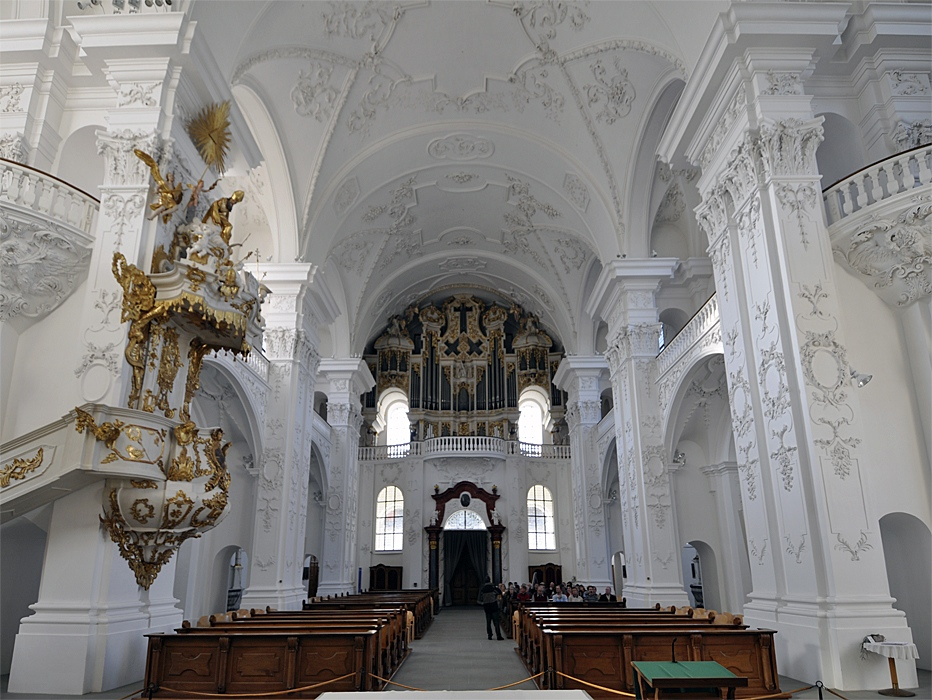
Inneres der Klosterkirche

Klosterleben. Das Klosterleben von St. Urban manifestierte sich auf verschiedenen Gebieten: Religion, Erziehung, Kultur, Wirtschaft und Politik. In wirtschaftlicher Hinsicht betätigten sich die Mönche und Laienbrüder im Wiesen- und Ackerbau mit teilweise künstlichen Bewässerungstechniken. Die Arbeitsgebiete befanden sich im Kloster, in der Nähe davon, aber auch in der weiteren Umgebung. Der Rebenbau des Klosters war zum Beispiel am Bielersee. Die Klosterziegelei produzierte ihre Produkte auch für den Export.
Fürstabtei. Wie sich das Kloster im 18. Jahrhundert politisch präsentierte, vermittelt das nachstehende Zitat aus der Publikation von Wilhelm Jerger: „Eine der reinsten höfischen Bühnen besass wohl St. Urban, dessen fürstliche Äbte Ehrenbürger von Solothurn und Bern waren und unter erstaunlichem fürstlichem Gepränge nach der Wahl jeweils zur Bürgerrechtserneuerung nach Solothurn und Bern zogen.“ Zu dieser Zeit bestand eine Tendenz zu klösterlicher Territorialherrschaft. Durch das Eingreifen der eidgenössischen Orte konnte sich diese jedoch nicht durchsetzen.
Erziehung. Auf dem Gebiet der Erziehung ist belegt, dass die Klosterschule schon um 1470 existierte. In den darauffolgenden Jahrzehnten entstand ein erster Höhepunkt in der Zeit des Humanismus und der Reformschriften. Später, unter der Leitung von Abt Benedikt Pfyffer von 1768 bis 1781, entwickelte sich St. Urban zu einer Musterschule. 1780 war sie das erste Lehrerseminar der Schweiz. In dieser pädagogischen Bildungsanstalt für Volksschullehrer wurden die folgenden Fächer unterrichtet: moderne Sprachen, freie Künste, Musik, Tanzen, Reiten, Fechten, Zeichnen usw. Die erzieherische und vor allem die musikalische Blütezeit des 18. Jahrhunderts dauerte bis zur Resignation von Abt Karl Ambros Glutz in 1813. Danach wurde die Schule in angepasster Form weitergeführt bis zur Aufhebung des Klosterbetriebs in 1848.
Musikpflege. Über die Musikpflege im 18. Jahrhundert schrieb Wilhelm Jerger: „In St. Urban bestand einstmals eine bedeutsame örtliche Musikpflege, von der man selbst in der Schweiz nur wenig weiss.“ Schon bei der Gründung des Klosters besass St. Urban eine reichhaltige Bibliothek, auch mit Schriften für Musik und Gesang. In der Folge wurden Musikalien und Instrumente regelmässig ausgetauscht mit andern Klöstern. Zusammen mit der Bevölkerung der umliegenden Dörfer (Sursee, Willisau etc.) entstand im Kloster die Tradition des sogenannten Neujahrssingens. Das war ein Musikwettstreit mit Preisen, an dem sich auch die benachbarten Schulmeister mit ihren Schülern beteiligten.
Höhepunkt der Musikkultur im 18. Jahrhundert. Die Fertigstellung der Barock-Bauten bildete den Rahmen für eine intensive Musikpflege. Die neue Orgel aus dem Jahr 1721 von Josef Bossard (40/III/P) galt damals als die prachtvollste Orgel der Schweiz. 1993 wurde sie von Orgelbau Kuhn fachgerecht restauriert. Neben der Barockkirche hatte das Kloster auch einen stattlichen und überaus prunkvollen Festsaal, der selbst den sogenannten Fürstensaal von Einsiedeln an Reichtum übertraf. Der Festsaal war für theatralische und konzertante Aufführungen. Bei den Inaugurationen der Äbte wurden Singspiele aufgeführt mit Themen aus der griechischen Mythologie (Apollo, Homer, Orakel von Delphi etc.). Als Urheber des Singspiels in der deutschen Schweiz wird der Komponist und Sinfoniker Constantin Reindl (1738–1798) gesehen, der sowohl in St. Urban wie auch in Luzern tätig war. Als der junge Schweizer Musiker Xaver Schnyder von Wartensee (1786–1868) seinen Onkel und Komponist Benignus Schnyder von Wartensee (1754–1834) im Kloster St. Urban besuchte, stellte er 1802 fest, „dass sich unter den Mönchen so viele Musiker befanden, dass das zur Messe nötige Orchesterpersonal aus ihnen besetzt werden konnte.“ Weitere bekannte Musiker in St. Urban waren der Schweizer Komponist und Zisterziensermönch Johann Evangelist Schreiber (1716–1800) und der aus der Oberpfalz stammende Komponist und Organist Martin Vogt (1781–1854). Über seinen Aufenthalt von 1808 bis 1811 schrieb Martin Vogt: „Durch die vielen Gäste, die immer nach Sankt Urban kamen, wurden nun meine Kompositionen in der Schweiz bekannt, und hätte ich alle Bestellungen befriedigen wollen, so hätte ich Tag und Nacht schreiben müssen.“

## Liste der Äbte von Sankt Urban
- Konrad von Biederthan, 1196.
- Otto von Salem, 1212.
- Konrad von Tennenbach, 1223.
- Marcellinus, 1226–1240 (?)
- Heinrich, 1241.
- R., 1242.
- Werner, 1246 (?)
- Ulrich von Burgdorf, 1247/48–1249
- Ulrich von St. Gallen, 1249–1263
- Johannes von Wangen, 1268.
- Markward, 1274–1286
- Julian von Frienisberg, 1287.
- Rudolf von Hauenstein, 1296–1302
- Ulrich von Büttikon, 1304–1308, resigniert
- Werner Hüsler, 1311–1315
- Heinrich von Iberg, 1316–1322
- Johann Räpplin, 1325–1335
- Nikolaus Bischof, 1337–1349
- Konrad zum Brunnen, 1350.
- Hermann von Frohburg, 1356–1367
- Johann Kolb, 1369–1370
- Johann Jakob Spariolus, 1378–1383
- Ulrich Kündig, 1282–1398
- Rudolf Frutiger, 1402–1408
- Heinrich Hauptring, 1413–1422
- Johann Marti, 1422–1441
- Niklaus Hollstein, 1441–1480
- Johann Küffer, 1480–1487
- Heinrich Bartenheim, 1487–1501, resigniert
- Johannes Renzlinger, 1501–1512
- Erhard Kastler, 1512–1525
- Walther Thöri, 1525–1534
- Sebastian Seemann, 1535–1551
- Jakob Wanger, 1551–1558
- Jakob Kündig, 1558–1572
- Leodegar Hofschürer, 1572–1585
- Ludwig von Mettenwil, 1585–1588
- Ulrich Amstein, 1588–1627
- Beat Göldlin, 1627–1640
- Edmund Schnider, 1640–1677
- Karl Dulliker, 1677–1687
- Ulrich Glutz-Ruchti, 1687–1701
- Josef zur Gilgen, 1701–1706
- Malachias Glutz, 1706–1726
- Robert Balthasar, 1726–1751
- Augustin Müller, 1751–1768
- Benedikt Pfyffer von Altishofen, 1768–1781
- Martin Balthasar, 1781–1787, resigniert
- Karl Ambros Glutz-Rüchti, 1787–1813, resigniert
- Friedrich Pfluger, 1813–1848

## Weitere Bilder

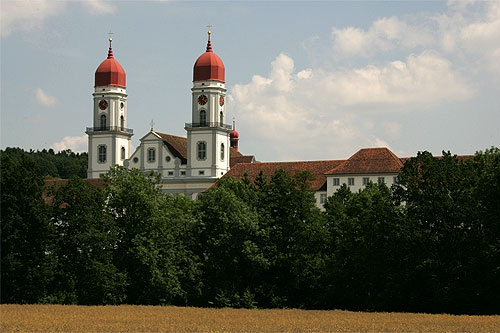
Westseite
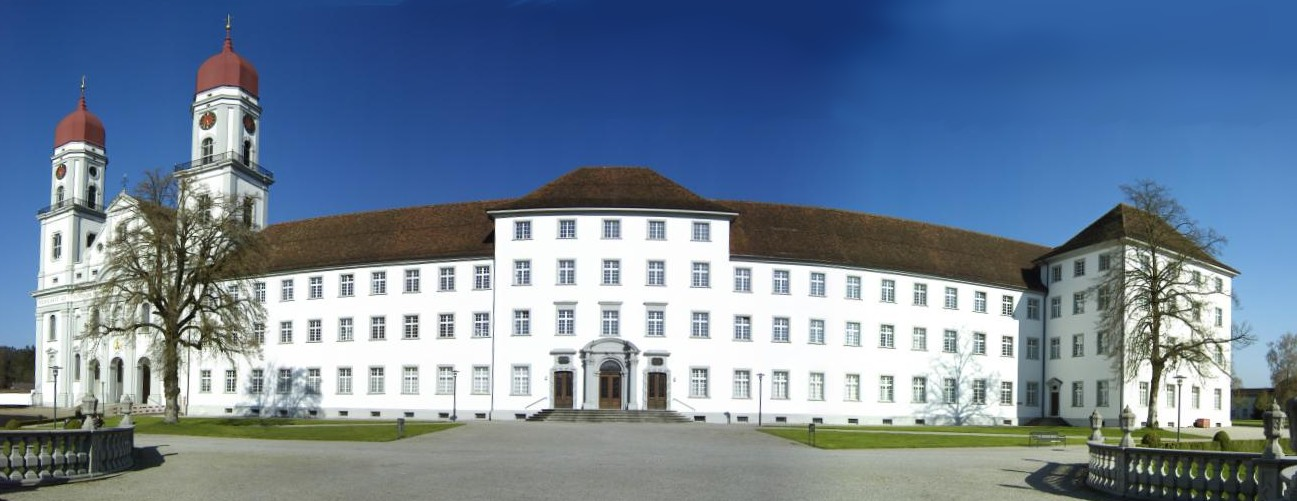
Westseite
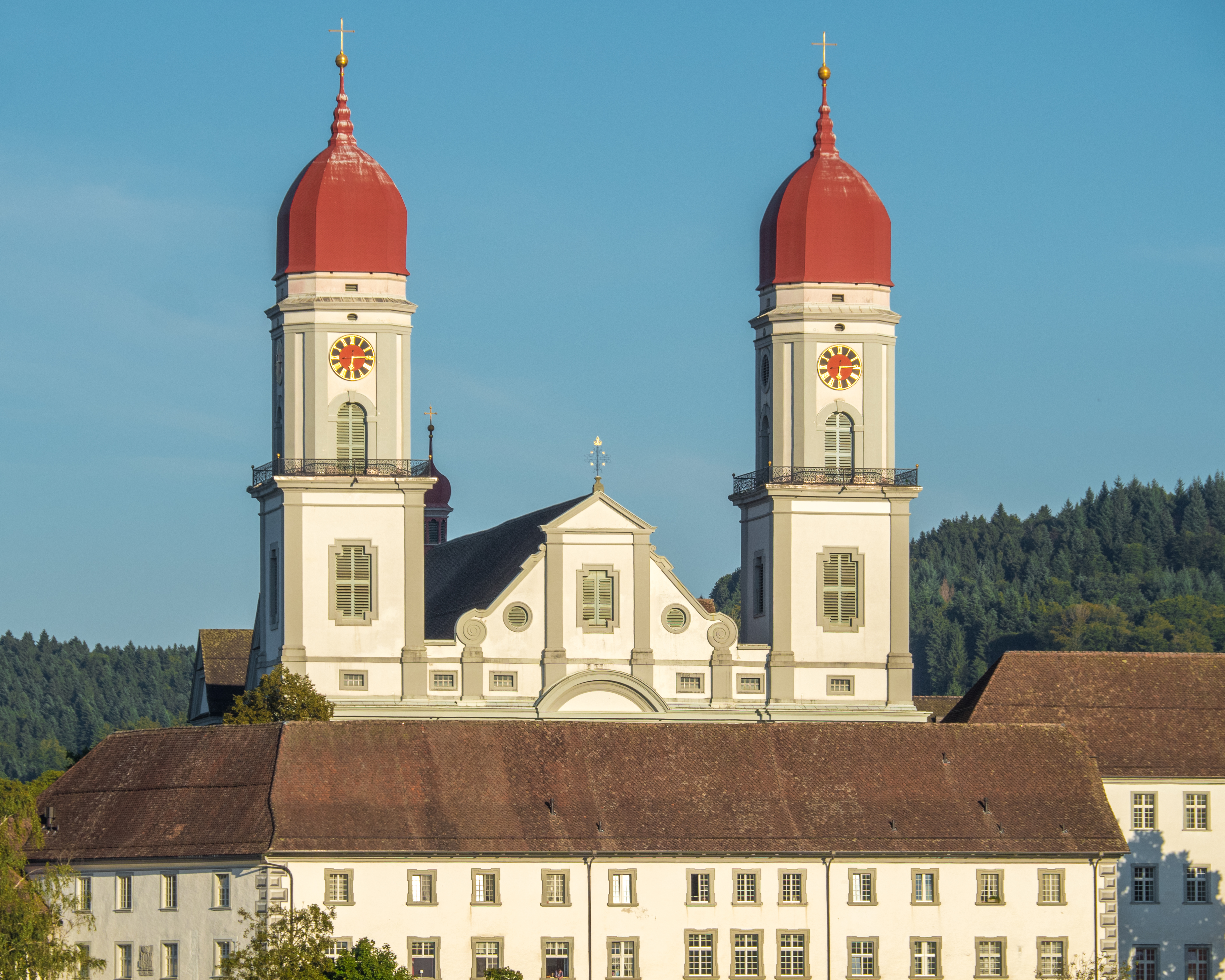
Klosterkirche mit Türmen
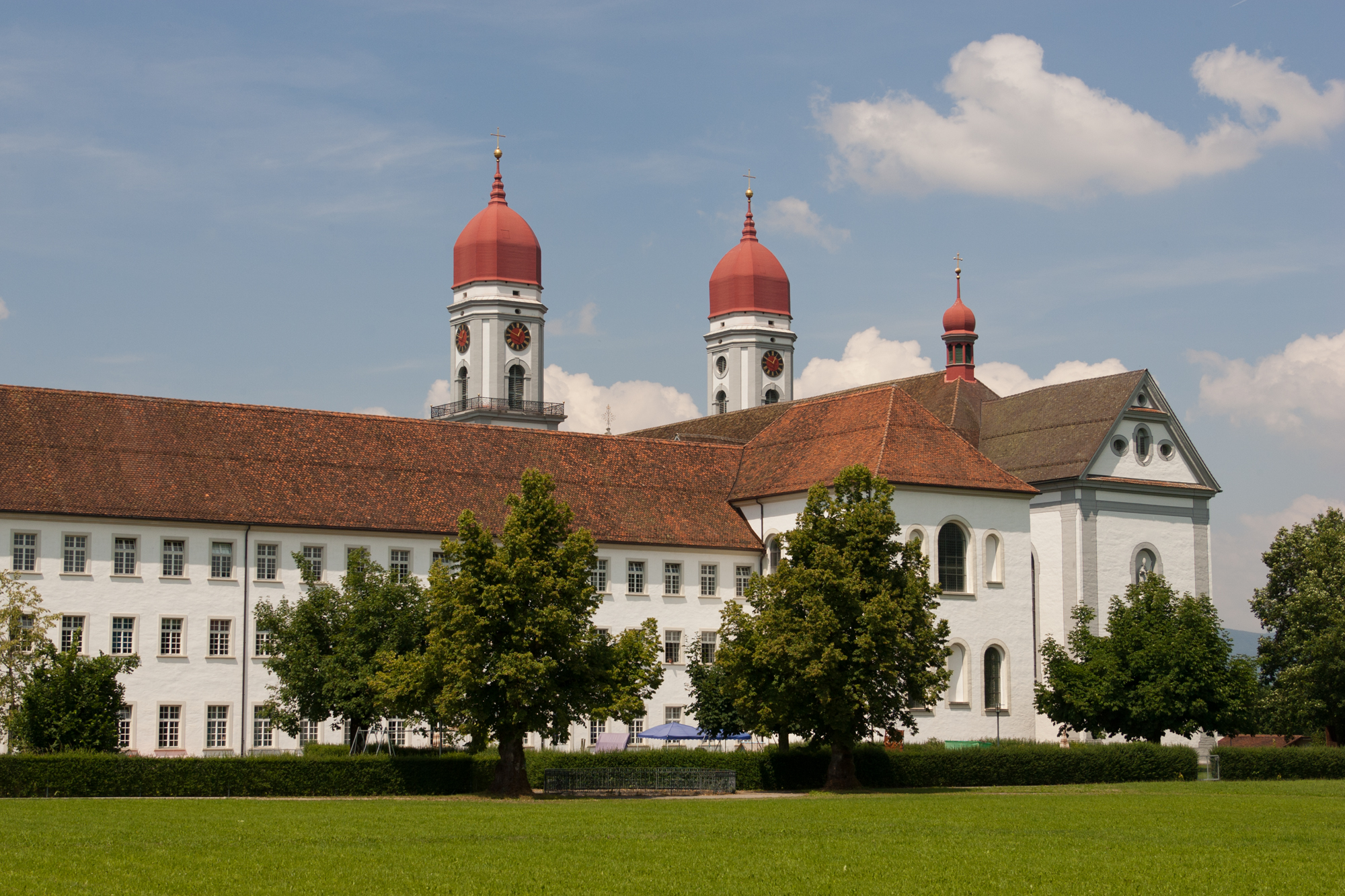
Ostseite
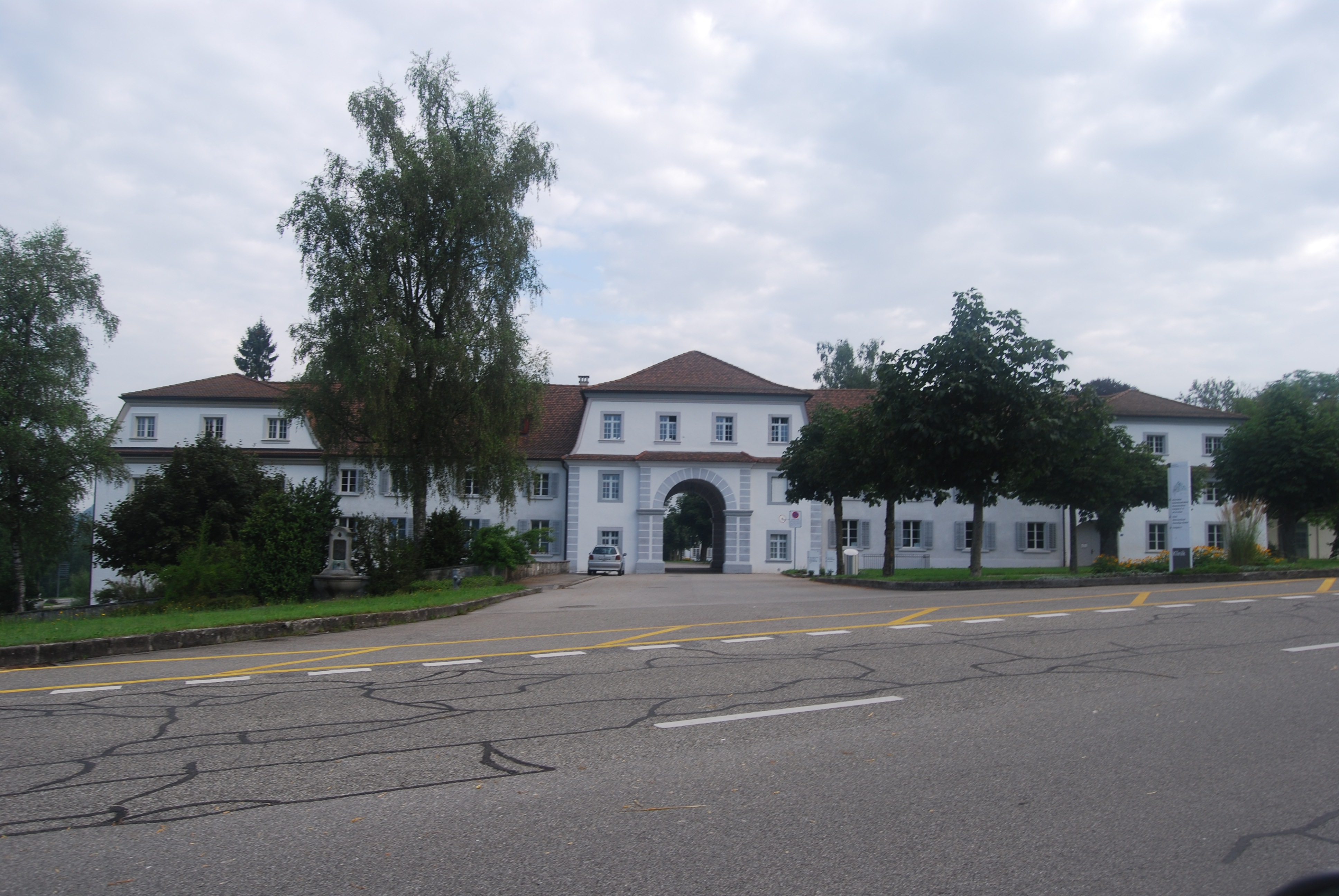
Eingang Süd
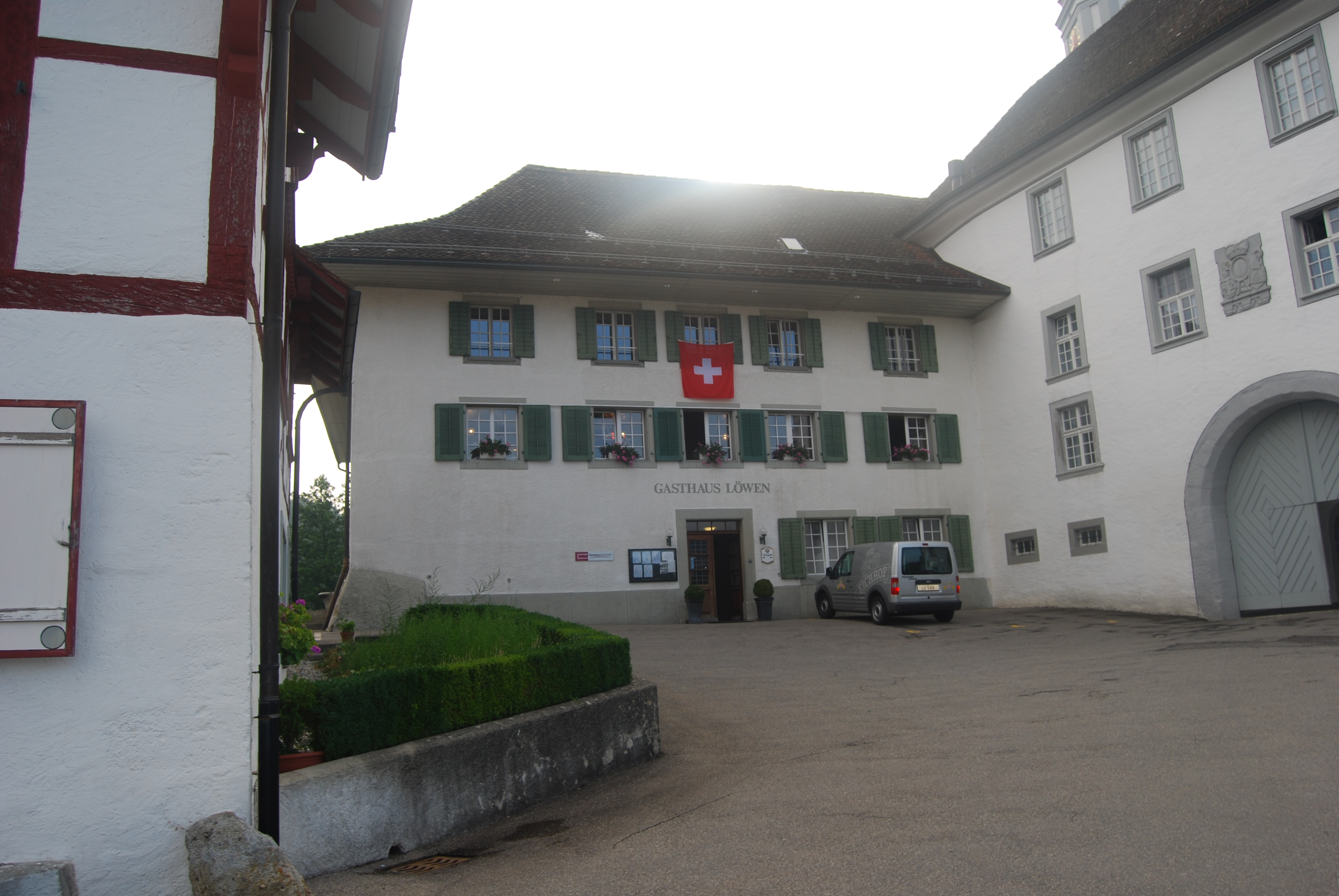
Eingang Nord (Unteres Tor), Gasthaus Löwen
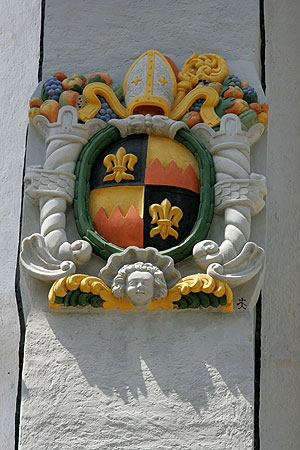
Wappen Abt Karl Dulliker, 1677–1687